# 共愛学園前橋国際大学
共愛学園前橋国際大学（きょうあいがくえんまえばしこくさいだいがく、英語: Kyoai Gakuen University）は、群馬県前橋市小屋原町1154-4に本部を置く日本の私立大学。1988年創立、1999年大学設置。大学の略称は共愛、前国。

## 概観

### 大学全体
特待生制度が充実しており、大学基準協会の認証も得ている。
情報・経営コースの兼本雅章ゼミナールの学生が代々引き継ぎながら運営する仮想企業「繭美蚕」は、2005年から2008年にかけてバーチャル・カンパニー全国大会を4連覇した。
2010年度から全学生と教職員にアップルのiPod touchを配布する。

## 沿革

### 略歴
1988年に開学した共愛学園女子短期大学を前身とし、男女共学化と四年制大学への改組を行った上で新たに1999年に共愛学園前橋国際大学として開学した。それにともない、共愛学園女子短期大学は2000年に閉校した。
2024年1月9日、共愛学園前橋国際大学と前橋市は「サイバー文明研究センター」を2025年4月に同大に設置すると発表した。
なお、共愛学園前橋国際大学短期大学部は本校と同一の学校法人が運営する系列校ではあるが、旧・共愛学園女子短期大学との直接的なつながりはない。詳細は当該項目を参照のこと。

### 年表
- 1999年  共愛学園前橋国際大学開学。
- 2000年  教職課程設置。
- 2005年  国際社会専攻、地域児童教育専攻設置。

## 基礎データ

### 所在地
- キャンパス（群馬県前橋市小屋原町1154-4）

### 象徴
共愛学園前橋国際大学を設置・運営する学校法人共愛学園では、法人の徽章を制定している。この徽章は桜の花をモチーフとしており、中央に白の十字架があしらわれている。

## 教育および研究

### 組織

#### 学部
- 国際社会学部
  - 国際社会学科
    - 国際社会専攻
      - 英語コミュニケーションコース
      - 国際コース
      - 情報・経営コース
      - 心理・人間文化コース

    - 地域児童教育専攻
      - 児童教育コース

#### 大学院
- 未設置

#### 短期大学部
- 共愛学園前橋国際大学短期大学部

#### 附属機関
- 図書館
- 地域共生研究センター

## 学生生活

### 学園祭
毎年秋の学園祭は、「シャロン祭」と呼ばれている。シャロン祭当日のキャンパス周辺は大勢の人出で賑わう。旧約聖書の雅歌や賛美歌の文言に因んで、共愛学園女子短期大学の学長だった徳江健が命名した。共愛学園女子短期大学時代から開催されており、共愛学園前橋国際大学でも引き続き同じ名称を使用している。また、シャロン祭以外にも、「フレッシュマンフェスタ」や「クリスマス礼拝」といった行事が行われている。

## 施設

### キャンパス
- 交通アクセス：JR両毛線駒形駅下車

キャンパスは「まえばし都市景観賞」を受賞した。

## 対外関係

### 他大学との協定

#### 国内大学
- 単位互換提携校
  - 群馬県内大学単位互換協定（群馬大学、群馬県立女子大学、関東学園大学、上武大学、東洋大学、放送大学）
  - 産業能率大学
  - 自由が丘産能短期大学
  - 放送大学[11]
  - 明治学院大学
  - 明星大学
- 大学間連携協定校
  - 松本大学
  - 明治学院大学
  - 上越教育大学

#### 国内専門学校
- 単位互換提携校
  - 有坂中央学園中央情報経理専門学校

### 系列校
- 共愛学園中学校・高等学校
- 共愛学園小学校
- 共愛学園こども園